# Chandanpur
Chandanpur es un pueblo ubicado en el distrito de Lalitpur, Nepal.

## Superficie
Cuenta con una superficie de 9,5 kilómetros cuadrados.

## Demografía
Datos hasta 2015
- Población: 1018 habitantes.[1]
- Densidad de población: 106,9 habitantes por kilómetro cuadrado.[1]
- Población masculina: 505 (49,6%).[1]
- Población femenina: 513 (50,4%).[1]